# Magnus Landin Jacobsen
Magnus Landin Jacobsen (Søborg, 1995. augusztus 20. –) olimpiai és világbajnok dán kézilabdázó. Testvére, Niklas Landin Jacobsen szintén olimpiai és világbajnok kézilabdázó.

## Pályafutása

### Klubcsapatokban
2014-ben igazolt a dán bajnoki címvédő KIF Koldinghoz és ezzel a csapattal lett 2015-ben dán bajnok. 2018-ban igazolt a német THW Kielhez, ahol évekig együtt játszott bátyjával. Bajnoki címek mellett EHF-kupát és Bajnokok Ligáját is tudott nyerni csapatával.

### A válogatottban
A 2013-ban Magyarországon rendezett ifjúsági világbajnokságon aranyérmes lett. A felnőttválogatottban 2015-től szerepel. Aranyérmet szerzett a 2019-es, 2021-es és 2023-as világbajnokságon, Európa-bajnokságon pedig 2022-ben bronzérmes, 2024-ben pedig ezüstérmes lett.
Tagja volt a 2020-as tokiói olimpián ezüstérmes és a 2024-es párizsi olimpián győztes dán válogatottnak. A német válogatott elleni döntőben hét gólt szerzett.

## Sikerei, díjai
- Dán bajnokság győztese: 2015
- Német bajnokság győztese: 2020, 2021, 2023
- Bajnokok Ligája győztes: 2020
- EHF-kupagyőztes: 2019
- Olimpiai bajnok: 2024
  - ezüstérmes: 2020
- Világbajnokság győztese: 2019, 2021, 2023, 2025
- Európa-bajnokságon ezüstérmes: 2024
  - bronzérmes: 2022
- Ifjúsági világbajnok: 2013